# Język kamtok
Język kamtok, wes cos (ang. Cameroon Creole English) – język kreolski na bazie angielskiego, używany jako język wehikularny (niekiedy jako macierzysty) przez ok. 2 miliony osób w Kamerunie. Nazwa pochodzi od wyrażenia Cameroon talk. Wykazuje podobieństwo do języka krio.

## Historia
Oparty na angielskim język pidżynowy służył od XIX w. jako lingua franca pomiędzy użytkownikami różnych języków zachodnioafrykańskich. Początkowo nie cieszył się on wielkim prestiżem, określany był jako „łamany angielski” bądź Bush English, jednak od lat 60. XX w. zyskuje coraz bardziej na znaczeniu jako wspólny język w kraju, w którym istnieje ponad dwieście wzajemnie niezrozumiałych języków plemiennych. Używany jest jako język religii, handlu i policji. Wykazuje cechy jednocześnie pidżynu i języka kreolskiego.

## Gramatyka

### Rzeczowniki
Rzeczowniki zazwyczaj nie posiadają liczby mnogiej ma pikin „moje dziecko” lub „moje dzieci”, ale dla jednoznaczności często dodaje się liczebnik. np. dat tu man pikin „tych dwóch chłopców”, albo zaimek dem („oni”), np. papa dem „starsi mężczyźni”.

### Czasowniki
Same czasowniki są nieodmienne, zaś do wyrażenia czasu gramatycznego i aspektu używa się różnych partykuł:
- a di wok  'I am working'
- a dohn wok  'I have worked'
- a nehva wok  'I haven't worked'
- a foh wok 'I would have worked'
- a go wok  'I will work'
- a sabi wok  'I usually work'
- a wan wok  'I am about to work'
- a bin wok  'I worked'

## Słownictwo
Język kamtok czerpie wprost z wielu miejscowych języków, a także tworzy kalki leksykalne na ich podstawie, np.:
- af dai (half + die = trudny)
- drai ai (dry + eye = odwaga)
- put han (put + hand = pomóc)
- wuman taiga (woman + tiger = tygrysica)
- wuman pikin (woman + portugalskie pequeno „mały” = dziewczynka)

Istnieje również szereg zapożyczeń z języka francuskiego:
- dantite „dowód tożsamości” (< carte d'identité)
- jandam „żandarm” (< gendarme)
- kamyong „ciężarówka” (< camion)
- kurang „prąd” (< courant)